# سبدی‌صدف‌ها
سبدی‌صدف‌ها (نام علمی: Corbiculoidea) نام یک بالاخانواده از راسته صدف‌های سفت‌پوسته است.